# Naurissaari (ö i Kinnula)
Naurissaari är en ö i Finland. Den ligger i sjön Kivijärvi och i kommunen Kinnula i den ekonomiska regionen  Saarijärvi-Viitasaari och landskapet Mellersta Finland, i den centrala delen av landet, 400 km norr om huvudstaden Helsingfors. Öns area är 8,9 hektar och dess största längd är 0,6 kilometer i sydöst-nordvästlig riktning.